# 헬퍼 (만화)
헬퍼는 작가 삭의 수요 웹툰으로, 저승과 현대의 이승을 배경으로 한 판타지 웹툰이다.

## 등장 인물
- 장광남 (주인공)

통칭 미치광이. 오토바이를 타고 뺑이도로를 운전하던 중, 쓰레기 트럭에 치여 사망한 사람이다. 가나시의 가드 트라이브인 킬베로스의 대장.
- 세세 (여주인공)

태어나지 못하고 죽은 태아령. 장광남과 동료관계이다. 태어나지 못하고 죽었기 때문에 성별이 정해지지 못했지만, 엄마의 형상을 본받아 여자의 몸을 가지고 있다.
- 지룽

중국인 출신의 사채업자로, 령들에게 티켓을 빌려주고 두배로 받아내 이득을 취한다.
- 할매 (피바다)

통칭 피바. 장광남의 어린시절을 교화시켜준 인물. 거대 조폭(구사회)등이 가나시를 치지 않는 이유는 그녀가 있어서 라는 이유가 있을정도로 전투실력이 뛰어나다.
- 장득춘

통칭 개. 킬베로스의 간부로 장광남과는 어렸을 때부터 친구 관계였다. 장광남 사망 후 킬베로스에 새로운 대장이 된다.
- 병준

통칭 개장수. 킬베로스의 간부로 득춘과 마찬가지로 어렸을 때부터 친구 관계였다.
- 신재화

장광남의 여자친구.
- 꽃돌이

킬베로스의 간부로 본래 싸움을 못하고
늘 힘있는 자들에게 갈굼을 당했지만
가나시로 전학온 후 "백만명"으로 오해를 받고 고등학교를 평정한다.
- 잡상인

킬베로스의 간부로 누구보다도 장광남을 존경한다.
- 주사

하계 동양지부의 사신. "패가망신"에 한 인물. 술을 좋아하며 사신들 중에서 가장 강력한 사신 중 하나로 꼽힌다. 장광남 사망후 장광남 인도령을 받았으나
실패하고 이송중이던 "천년명주"를 빼앗겨 장광남에 대한 복수심을 가지고 있다.
- 개평

패가망신의 한 인물. 화투가 주무기이다.
- 임자

패가망신의 한 인물. 개평을 좋아한다.
- 백서

패가망신의 한 인물. 연초의 사신답게 늘 담배를 태우며 전투력은 자칭 저승제일이며 실제로도 그렇다. 하계에서는 팀장을 맞고 있으며 카리스마와 포스등으로 여러 사신들에게 존경을 받는다.
- 슈빌 워핸드, 존나나 워통거, 샹 워배트

암당의 대의원. 우주대선에서 승리해 우주의 질서를 다시 세울려고 하며 본래 대천사 엘,오,븨,이 중 '븨'와 암흑을 이신이 합성하여 만들어낸 인물들이다.
- 대천사 엘,오,이

신이 만들어낸 대천사들로 븨가 암흑에게
납치된 후로 우주대선이 있을 때까지 놀고 먹으며 허송세월을 보내는 중이다.
- 삼신

중촌의 주인. 장광남이 이승에 있는 애인을 만나게 해준다.
- 하르방 (섭지코지)

주사의 외할아버지. 자신을 배신하고 원수인 미후왕과 혼인한 친딸 송이의 아들인 주사를 미워하면서도 그를 동정해준다.